# Dillinger & Young Gotti
Dillinger & Young Gotti è il secondo album in studio del gruppo musicale hip hop statunitense Tha Dogg Pound, pubblicato nel 2001.

## Tracce
1. Intro (Dillinger & Young Gotti) – 1:18
2. Dipp Wit Me (featuring RBX) – 4:36
3. We Livin Gangsta Like (featuring Xzibit) – 4:20
4. Coastin – 3:37
5. We About to Get Fucc Up – 3:25
6. Gitta Strippin – 3:32
7. Work Dat Pussy – 1:21
8. Party At My House – 3:47
9. You're Jus a B.I.T.C.H. – 3:40
10. Treat Her Like a Lady – 4:07
11. At Night – 4:14
12. Best Run (featuring Beanie Sigel & Roscoe) – 4:26
13. Shit Happenz – 3:23
14. My Heart Don't Pump No Tear (featuring Slip Capone) – 4:11
15. There's Someway Out – 2:49
16. Here We Are/Go Killem (Dillinger solista) – 4:47
17. I'ma Gangsta (Young Gotti solista) – 4:39
18. How Many? – 3:56
19. C-Walkin Cha Cha Cha – 1:56
20. D.P.G. – 4:00
21. Dillinger & Young Gotti (Outro) – 1:00

## Formazione
- Daz Dillinger
- Kurupt